# 卡爾巴拉

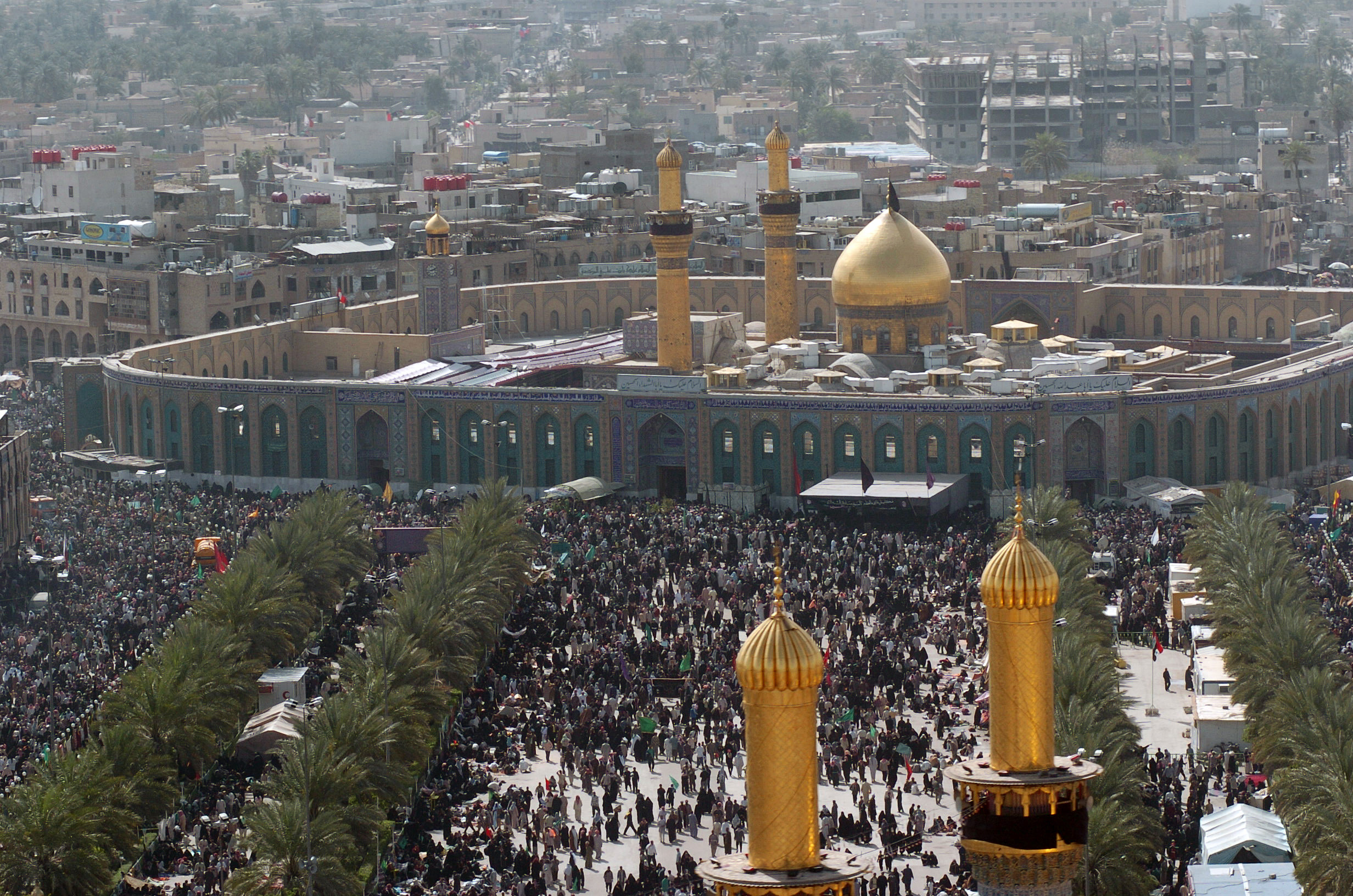
伊玛目侯赛因圣陵（2005年）

卡爾巴拉（阿拉伯语：كربلاء）是伊拉克的城市，位於首都巴格達西南100公里，座標32°37′N 44°02′E / 32.617°N 44.033°E，是卡爾巴拉省的首府，2003年人口572,300，是什葉派的聖城之一，地位僅在麥加、麥地那和納傑夫之後。卡爾巴拉是伊拉克最富有的城市之一，經濟收入來自朝覲的遊客和農產品，城市劃分為宗教中心的舊城區和住宅區的新城區，城內有超過100所清真寺和23間宗教學校。

## 歷史
680年10月10日，卡尔巴拉战役在當地發生，穆罕默德的外孫、什叶派領袖侯赛因·本·阿里·本·阿比·塔利卜被殺。從此卡爾巴拉成為什葉派其中一處最重要的聖地。
1802年（或1801年）4月21日，來自内志的12,000名瓦哈比派戰士攻擊卡爾巴拉，有2000至5000名居民被殺害，攻擊者從侯赛因·本·阿里·本·阿比·塔利卜的陵墓掠走大量戰利品。

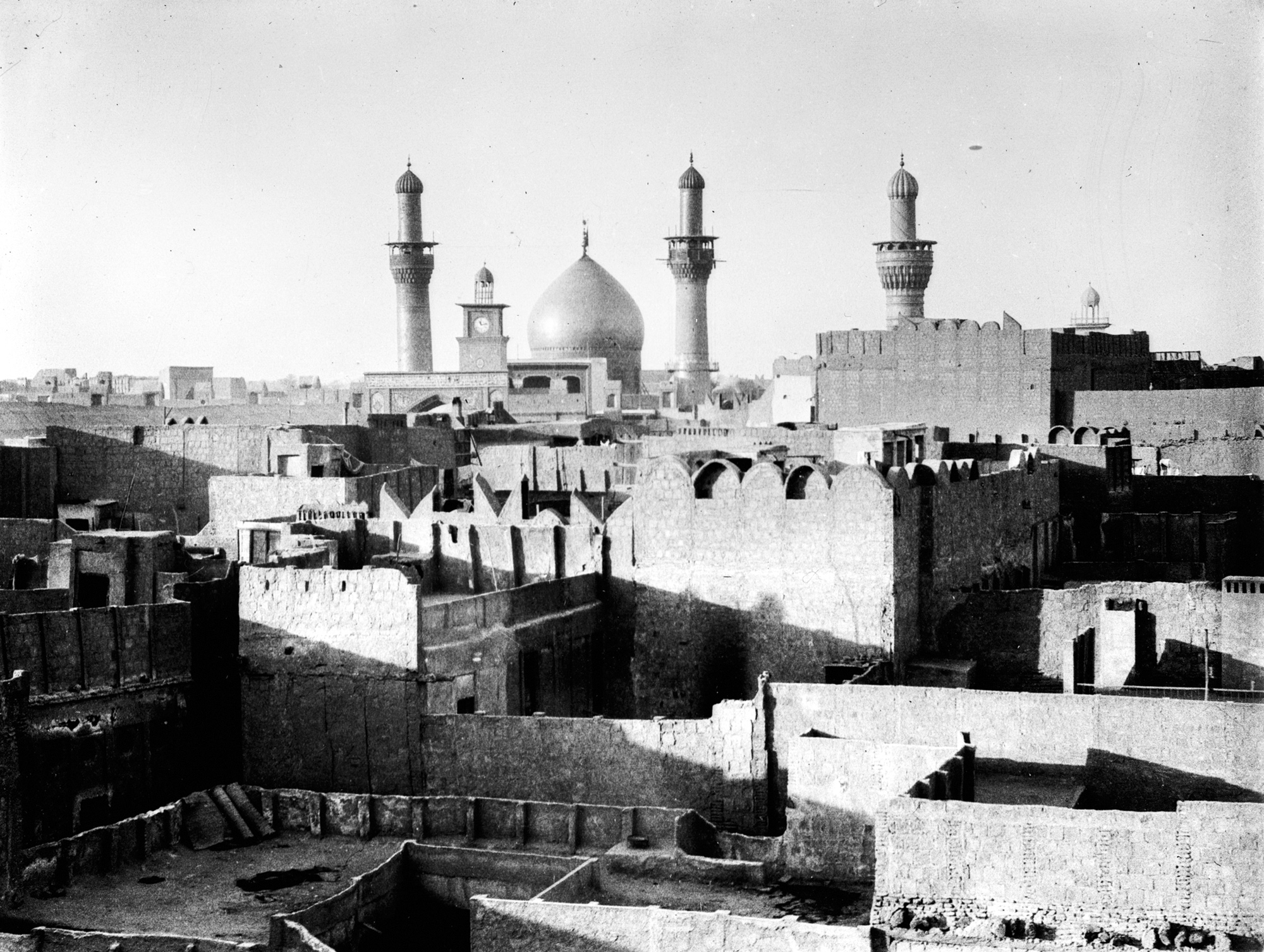
伊玛目侯赛因圣陵（1932年）